# Nemoleon becqueti
Nemoleon becqueti är en insektsart som beskrevs av Navás 1929. Nemoleon becqueti ingår i släktet Nemoleon och familjen myrlejonsländor. Inga underarter finns listade i Catalogue of Life.